# 2016–2017-es holland labdarúgókupa
A holland kupa ezen szezonja, a labdarúgókupa 99. szezonja volt. Ezt a sorozatot is a Holland labdarúgó-szövetség rendezte meg.
Összesen 8 fordulóból állt ez a kupasorozat. De ebből a 8 fordulóból az első kettő selejtezőkör, ahol csupán az amatőr csapatok vettek részt. Az első fordulóban pedig már az első és másodosztály csapatai is csatlakoztak. A holland kupában utoljára a 2005-06-os szezonban volt selejtezőkör. Az első selejtezőkört augusztus 17-én rendezték meg, a döntőt pedig április 30-án játszották le a szokásoknak megfelelően most is a rotterdami De Kuip stadionban.
Végül úgy alakult, hogy most sem lett címvédés mivel a címvédő Feyenoord a negyeddöntőben kapott ki a későbbi győztestől. A döntőbe két elsőosztályú csapat került, a Vitesse Arnhem és az AZ Alkmaar. Végül története negyedik kupadöntőjében először sikerült kupagyőzelmet aratnia a Vitesse Arnhem-nek. Így felkerültek az örökranglistára a győztesek közé, amelyet még mindig nagy előnnyel az AFC Ajax vezet 18 győzelemmel. A Vitesse lett a holland kupa történetének 39. csapata akiknek sikerült a tornagyőzelem. A gólkirályi címet a Vitesse Arnhem angol támadója, Lewis Baker szerezte meg 5 góllal.
Hollandiában most használták először a videobírót és a gólvonaltechnológiát. Az előbbit már az első fordulóban is használták, a döntőben pedig mindkettőt.

## Fordulók dátumai
| Fordulók             | Dátumok                          |
| -------------------- | -------------------------------- |
| Első selejtezőkör    | 2016. augusztus 17.              |
| Második selejtezőkör | 2016. augusztus 23. és 24.       |
| Első forduló         | 2016. szeptember 20., 21. és 22. |
| Második forduló      | 2016. október 25., 26. és 27.    |
| Nyolcaddöntő         | 2016. december 13., 14. és 15.   |
| Negyeddöntő          | 2017. január 24., 25. és 26.     |
| Elődöntő             | 2017. március 1. és 2.           |
| Döntő                | 2017. április 30.                |

## Részt vevő csapatok
| Eredivisie (1)     | ADO Den Haag        | Go Ahead Eagles     | N.E.C.           | Roda Kerkrade    |  |  |
| Eredivisie (1)     | AFC Ajax            | FC Twente           | PEC Zwolle       | FC Utrecht       |  |  |
| Eredivisie (1)     | AZ Alkmaar          | FC Groningen        | PSV Eindhoven    | Vitesse          |  |  |
| Eredivisie (1)     | Excelsior           | SC Heerenveen       | Sparta Rotterdam | Willem Tilburg   |  |  |
| Eredivisie (1)     | Feyenoord           | Heracles Almelo     |                  |                  |  |  |
| Eerste divisie (2) | Achilles '29        | FC Eindhoven        | Helmond Sport    | RKC Waalwijk     |  |  |
| Eerste divisie (2) | Almere City FC      | FC Emmen            | MVV Maastricht   | Telstar          |  |  |
| Eerste divisie (2) | SC Cambuur          | Fortuna Sittard     | NAC Breda        | FC Volendam      |  |  |
| Eerste divisie (2) | FC Den Bosch        | De Graafschap       | FC Oss           | VVV-Venlo        |  |  |
| Eerste divisie (2) | FC Dordrecht        |                     |                  |                  |  |  |
| Tweede divisie (3) | AFC                 | HHC Hardenberg      | FC Lienden       | De Treffers      |  |  |
| Tweede divisie (3) | BVV Barendrecht     | VV Katwijk          | SV Spakenburg    | VV UNA           |  |  |
| Tweede divisie (3) | Excelsior Maassluis | Koninklijke HFC     | TEC VV           | VVSB             |  |  |
| Tweede divisie (3) | GVVV                | Kozakken Boys       |                  |                  |  |  |
| Derde divisie (4)  | ASWH                | Harkemase Boys      | FC Lisse         | FC Rijnvogels    |  |  |
| Derde divisie (4)  | Be Quick 1887       | HBS-Craeyenhout     | ODIN '59         | OJC Rosmalen     |  |  |
| Derde divisie (4)  | Vv Capelle          | USV Hercules        | OFC              | SVV Scheveningen |  |  |
| Derde divisie (4)  | JVC Cuijk           | HSC '21             | ONS Sneek        | SteDoCo          |  |  |
| Derde divisie (4)  | ASV De Dijk         | SV Huizen           | Quick '20        | UDI '19          |  |  |
| Derde divisie (4)  | VV Dongen           | vv IJsselmeervogels | Quick Boys       | VVOG             |  |  |
| Derde divisie (4)  | DVS '33             | SV Juliana '31      | Rijnsburgse Boys | Westlandia       |  |  |
| Derde divisie (4)  | EVV (Echt)          | Magreb '90          |                  |                  |  |  |
| Hoofdklasse (5)    | Achilles Veen       | Groene Ster         | Noordwijk        | RVVH             |  |  |
| Hoofdklasse (5)    | AZSV                | Halsteren           | Oranje Nassau    | Staphorst        |  |  |
| Hoofdklasse (5)    | Chevremont          | Jodan Boys          | Quick            | AVV Swift        |  |  |
| Hoofdklasse (5)    | Flevo Boys          |                     |                  |                  |  |  |
| Eerste Klasse (6)  | AFC '34             | Kloetinge           | Schaesberg       | RKVV Velsen      |  |  |
| Eerste Klasse (6)  | Bennekom            | SV Oranje Wit       | SVZW Wierden     |                  |  |  |
| Tweede Klasse (7)  | VV Groningen        | RKZVC               | WV-HEDW          |                  |  |  |
| Derde Klasse (8)   | Avanti '31          |                     |                  |                  |  |  |

| Szín | Eredmény             |
| ---- | -------------------- |
|      | Győztes              |
|      | Ezüstérmes           |
|      | Elődöntő             |
|      | Negyeddöntő          |
|      | Nyolcaddöntő         |
|      | Második forduló      |
|      | Első forduló         |
|      | Második selejtezőkör |
|      | Első selejtezőkör    |

## Selejtezők

### Első selejtezőkör
Ebben a selejtezőkörben csupán 36 amatőr csapat vett részt, tehát nem mindegyik. A két profi bajnokság csapatain kívül nem vettek részt a 3. osztály csapatai és a 4. osztályból is csak 12 csapat vett részt. Nagy meglepetés nem történt ebben a körben.
A selejtezőkör mérkőzéseit augusztus 17-én játszották le.
| 1. csapat         | Eredmény              | 2. csapat             |
| ----------------- | --------------------- | --------------------- |
| Augusztus 17.     |                       |                       |
| VV Staphorst (5)  | 1 – 2                 | AZSV (5)              |
| Quick (5)         | 2 – 0                 | Oranje Wit (6)        |
| WV-HEDW (7)       | 0 – 3                 | Quick'20 (4)          |
| OJC Rosmalen (4)  | 3 – 0                 | Oranje Nassau (5)     |
| Noordwijk (5)     | 4 – 5 (h.u.)          | UDI '19/Beter Bed (4) |
| Avanti'31 (8)     | 0 – 2                 | SVZW (6)              |
| Groene Ster (5)   | 0 – 2 (h.u.)          | FC Rijnvogels (4)     |
| OFC (4)           | 2 – 1                 | Flevo Boys (5)        |
| RKZVC (7)         | 0 – 4                 | Achilles Veen (5)     |
| AFC'34 (6)        | 4 – 1                 | Bennekom (6)          |
| Velsen (6)        | 0 – 1                 | VV Groningen (7)      |
| ASWH (4)          | 2 – 1                 | Chevremont (5)        |
| FC Lisse (4)      | 1 – 3                 | ASV De Dijk (4)       |
| Be Quick 1887 (4) | 0 – 2                 | RVVH (5)              |
| VVOG (4)          | 1 – 1 (h.u.) (3−5 b.) | Halsteren (5)         |
| Schaesberg (6)    | 3 – 1 (h.u.)          | Kloetinge (6)         |
| SteDoCo (4)       | 0 – 2                 | SV Huizen (4)         |
| Jodan Boys (5)    | 0 – 0 (h.u.) (4−2 b.) | AVV Swift (5)         |

### Második selejtezőkör
Az eddig játszó amatőr csapatok közé itt már bekapcsolódott a harmadik osztályból is összesen 6 csapat. A profi csapatok még itt is kimaradtak. Ebben a körben összesen 42 csapat küzdött meg az első fordulóba kerülésért. Nagy meglepetés itt sem történt.
Ezen kör mérkőzéseit augusztus 23-án és 24-én rendezték meg.
| 1. csapat             | Eredmény              | 2. csapat            |
| --------------------- | --------------------- | -------------------- |
| Augusztus 23.         |                       |                      |
| Quick Boys (4)        | 0 – 2                 | IJsselmeervogels (4) |
| Augusztus 24.         |                       |                      |
| DVS'33 (4)            | 4 – 2                 | AZSV (5)             |
| VVSB (3)              | 2 – 0                 | USV Hercules (4)     |
| Dongen (4)            | 2 – 1                 | OFC (4)              |
| AFC (3)               | 1 – 5                 | Kozakken Boys (3)    |
| OJC Rosmalen (4)      | 5 – 1                 | VV Groningen (7)     |
| Quick'20 (4)          | 1 – 3                 | JCV Cuijk (4)        |
| ONS Sneek (4)         | 1 – 2                 | ASV De Dijk (4)      |
| Magreb'90 (4)         | 5 – 5 (h.u.) (3−4 b.) | Harkemase Boys (4)   |
| Scheveningen (4)      | 5 – 2                 | GVVV (3)             |
| RVVH (5)              | 0 – 2                 | ASWH (4)             |
| AFC'34 (6)            | 2 – 6                 | FC Rijnvogels (4)    |
| HBS-Craeyonhout (4)   | 2 – 3                 | Achilles Veen (5)    |
| Barendrecht (3)       | 3 – 1                 | Juliana'31 (4)       |
| Quick (5)             | 0 – 1 (h.u.)          | EVV (4)              |
| Halsteren (5)         | 0 – 3                 | Capelle (4)          |
| Schaesberg (6)        | 2 – 3                 | HSC'21 (4)           |
| UDI '19/Beter Bed (4) | 0 – 1                 | Rijnsburgse Boys (4) |
| SV Huizen (4)         | 3 – 3 (h.u.) (4−3 b.) | Westlandia (4)       |
| Jodan Boys (5)        | 3 – 0                 | SVZW (6)             |
| UNA (3)               | 3 – 2                 | ODIN'59 (4)          |

## Első forduló
Az első fordulóban már mindenki részt vett. A selejtezőkből feljutott amatőr csapatok és a két profi bajnokság - Eredivisie és Eerste Divisie - csapatai itt bekapcsolódtak a kupába. Természetesen a másodosztályban szereplő 3 Jong-csapat nem vett részt most sem a kupában. Nagy meglepetés nem történt.
A forduló mérkőzéseit szeptember 20-án, 21-én és 22-én rendezték meg.
| 1. csapat               | Eredmény              | 2. csapat           |
| ----------------------- | --------------------- | ------------------- |
| Szeptember 20.          |                       |                     |
| VV Capelle (4)          | 0 – 4                 | FC Groningen (1)    |
| FC Rijnvogels (4)       | 0 – 1                 | SC Cambuur (2)      |
| SVV Scheveningen (4)    | 1 – 2                 | FC Emmen (2)        |
| Rijnsburgse Boys (4)    | 0 – 2                 | Almere City (2)     |
| NAC Breda (2)           | 0 – 2                 | VVV-Venlo (2)       |
| JVC Cuijk (4)           | 1 – 3                 | Telstar (2)         |
| BVV Barendrecht (3)     | 0 – 1                 | Excelsior (1)       |
| FC Den Bosch (2)        | 2 – 3                 | FC Eindhoven (2)    |
| FC Volendam (2)         | 3 – 3 (h.u.) (5−4 b.) | MVV Maastricht (2)  |
| Kozakken Boys (3)       | 3 – 0                 | Helmond Sport (2)   |
| EVV (4)                 | 0 – 3                 | RKC Waalwijk (2)    |
| Ijsselmeervogels (4)    | 3 – 1                 | Achilles'29 (2)     |
| HHC Hardenberg (3)      | 2 – 2 (h.u.) (6−7 b.) | Jodan Boys (5)      |
| SC Heerenveen (1)       | 5 – 1 (h.u.)          | De Graafchap (2)    |
| Szeptember 21.          |                       |                     |
| VV Dongen (4)           | 1 – 3                 | Go Ahead Eagles (1) |
| PSV Eindhoven (1)       | 4 – 0                 | Roda Kerkrade (1)   |
| NEC Nijmegen (1)        | 1 – 1 (h.u.) (3−5 b.) | ADO Den Haag (1)    |
| Sparta Rotterdam (1)    | 3 – 1                 | FC Dordrecht (2)    |
| FC Lienden (3)          | 1 – 4                 | AZ Alkmaar (1)      |
| Excelsior Maassluis (3) | 1 – 3 (h.u.)          | Heracles Almelo (1) |
| DVS'33 (4)              | 1 – 4                 | PEC Zwolle (1)      |
| SV Spankenburg (3)      | 2 – 1                 | Fortuna Sittard (2) |
| De Treffers (3)         | 0 – 3                 | ASWH (4)            |
| VV Katwijk (3)          | 2 – 1                 | Harkemase Boys (4)  |
| Koninklijke HFC (3)     | 6 – 1                 | OJC Rosmalen (4)    |
| Achilles Veen (5)       | 1 – 4                 | VVSB (3)            |
| VV Una (3)              | 1 – 0                 | SV Huizen (4)       |
| AFC Ajax (1)            | 5 – 0                 | Willem Tilburg (1)  |
| Szeptember 22.          |                       |                     |
| Twente Enschede (1)     | 1 – 3                 | FC Utrecht (1)      |
| ASV De Dijk (4)         | 2 – 7                 | Vitesse Arnhem (1)  |
| HSC'21 (4)              | 1 – 5                 | TEC VV (3)          |
| Feyenoord (1)           | 4 – 1                 | FC Oss (2)          |

## Második forduló
Ezen fordulóban az előző fordulóból való továbbjutók szerepeltek. Majdnem minden mérkőzésen az esélyesebb csapat jutott tovább, csupán egy nagy meglepetés történt. Az elsőosztályban szereplő Go Ahead Eagles csapata hazai pályán kikapott az ötödik osztályban szereplő Jodan Boys csapatától és így nagy meglepetésre az amatőr csapat jutott tovább.
A forduló mérkőzéseit október 25-én, 26-án és 27-én rendezték meg.
| 1. csapat            | Eredmény     | 2. csapat           |
| -------------------- | ------------ | ------------------- |
| Október 25.          |              |                     |
| VVSB (3)             | 3 – 0        | VV Katwijk (3)      |
| TEC VV (3)           | 0 – 4        | SC Cambuur (1)      |
| ADO Den Haag (1)     | 2 – 1        | Telstar (2)         |
| Go Ahead Eagles (1)  | 1 – 2        | Jodan Boys (5)      |
| FC Volendam (2)      | 2 – 1 (h.u.) | Almere City (2)     |
| SV Spakenburg (3)    | 2 – 3 (h.u.) | ASWH (4)            |
| Sparta Rotterdam (1) | 3 – 1        | PSV Eindhoven (1)   |
| Október 26.          |              |                     |
| Kozakken Boys (3 )   | 1 – 6        | AFC Ajax (1)        |
| Heracles Almelo (1)  | 5 – 0        | VV UNA (3)          |
| Ijsselmeervogels (4) | 3 – 1        | Koninklijke HFC (3) |
| Vitesse Arnhem (1)   | 4 – 1        | RKC Waalwijk (2)    |
| FC Utrecht (1 )      | 1 – 0        | FC Groningen (1)    |
| AZ Alkmaar (1)       | 1 – 0        | FC Emmen (2)        |
| Feyenoord (1)        | 4 – 0        | Excelsior (1)       |
| Október 27.          |              |                     |
| PEC Zwolle (1)       | 2 – 1        | VVV-Venlo (2)       |
| FC Eindhoven (2)     | 1 – 2        | SC Heerenveen (1)   |

## Nyolcaddöntő
A mérkőzéseket az esélyesebb csapatok nyerték meg, csupán egy meglepetés történt. A másodosztályú SC Cambuur csapata legyőzte és kiejtette az AFC Ajax csapatát.
A forduló mérkőzéseit december 13-án, 14-én és 15-én rendezték meg.
| 1. csapat               | Eredmény | 2. csapat            |
| ----------------------- | -------- | -------------------- |
| December 13.            |          |                      |
| FC Volendam (2)         | 4 – 1    | VVSB (3)             |
| VV Ijsselmeervogels (4) | 0 – 1    | SC Heerenveen (1)    |
| December 14.            |          |                      |
| PEC Zwolle (1)          | 1 – 2    | FC Utrecht (1)       |
| Vitesse Arnhem (1)      | 4 – 0    | Jodan Boys (5)       |
| AZ Alkmaaar (1)         | 2 – 0    | ASWH (4)             |
| Feyenoord (1)           | 5 – 1    | ADO Den Haag (1)     |
| December 15.            |          |                      |
| SC Cambuur (2)          | 2 – 1    | AFC Ajax (1)         |
| Heracles Almelo (1)     | 0 – 3    | Sparta Rotterdam (1) |

## Negyeddöntő
Ebben a fordulóban 2 hazai és 2 idegenbeli győzelem született. Egy meglepetés született, mivel a másodosztályú SC Cambuur csapata itt is legyőzte a sokkal esélyesebb FC Utrecht csapatát hazai pályán. Így akárcsak tavaly, most sem csak elsőosztályú csapatok jutottak az elődöntőbe.
A forduló mérkőzéseit január 24-én, 25-én és 26-án rendezték meg.
| 2017. január 24. 20:45 |

| FC Volendam (2)       | 1 – 1 (h.u.) (büntetőkkel 5 - 6) | Sparta Rotterdam (1)                     |
| --------------------- | -------------------------------- | ---------------------------------------- |
| Bert Steltenpool 110' | (0 - 0) Jegyzőkönyv              | Thomas Verhaar 108' Stijn Spierings 103' |

| Kras Stadion, Volendam Nézőszám: 3.469 Játékvezető: Jochem Kamphuis |

| 2017. január 25. 18:30 |

| FC Utrecht (1)                                             | 2 – 2 (h.u.) (büntetőkkel 6 - 7) | SC Cambuur (2)                                                                     |
| ---------------------------------------------------------- | -------------------------------- | ---------------------------------------------------------------------------------- |
| Ramon Leeuwin 29' Giovanni Troupée 49' Szofjan Amrabat 86' | (1 – 0) Jegyzőkönyv              | Erik Bakker 47' (11-esből) Martijn Barto 67' Jordy van Deelen 84' Omar El Baad 86' |

| Stadion Galgenwaard, Utrecht Nézőszám: 13.997 Játékvezető: Pol van Boekel |

| 2017. január 25. 20:45 |

| AZ Alkmaar (1)        | 1 – 0               | SC Heerenveen (1)                                        |
| --------------------- | ------------------- | -------------------------------------------------------- |
| Derrick Luckassen 71' | (0 – 0) Jegyzőkönyv | Yuki Kobayashi 4' Morten Thorsby 36' Jerry St. Juste 79' |

| AFAS Stadion, Alkmaar Nézőszám: 8.276 Játékvezető: Björn Kuipers |

| 2017. január 26. 20:45 |

| Vitesse Arnhem (1) | 2 – 0               | Feyenoord (1)                                          |
| --- | ------------------- | ------------------------------------------------------ |
| Guram Kashia 55' Adnane Tighadouini 61' Maikel van der Werff 44' Milot Rashica 80' Kelvin Leerdam 88' Ricky van Wolfswinkel 91' | (0 – 0) Jegyzőkönyv | Steven Berghuis 41' Eljero Elia 51' Eric Botteghin 54' |

| Gelredome, Arnhem Nézőszám: 15.673 Játékvezető: Danny Makkelie |

## Elődöntő
Mindegyik mérkőzésen az esélyesebb csapat jutott tovább, de mindegyik csapatnak meg kellett szenvednie a döntőbe jutásért. Leginkább az AZ Alkmaar csapatának, akik csupán büntetőkkel ejtették ki a másodosztályú SC Cambuur csapatát. 
A forduló mérkőzéseit március 01-én és 02-án rendezték meg.
| 2017. március 1. 20:45 |

| Sparta Rotterdam (1)     | 1 – 2               | Vitesse Arnhem (1)  |
| ------------------------ | ------------------- | ------------------- |
| Guram Kashia 74' (öngól) | (0 - 1) Jegyzőkönyv | Lewis Baker 13' 73' |

| Sparta-Stadion Het Kasteel, Rotterdam Nézőszám: 10.349 Játékvezető: Pol van Boekel |

| 2017. március 2. 20:45 |

| AZ Alkmaar (1)                         | 0 – 0 (h.u.) (büntetőkkel 3 - 2) | SC Cambuur (2)                                                                      |
| -------------------------------------- | -------------------------------- | ----------------------------------------------------------------------------------- |
| Wout Weghorst 95' Rens van Eijden 112′ | (0 - 0) Jegyzőkönyv              | Erik Bakker 41' Sander van de Streek 65' Tarik Tiszúdálí 102' Robbert Schilder 113' |

| AFAS Stadion, Alkmaar Nézőszám: 14.239 Játékvezető: Kevin Blom |

## Döntő
| 2017. április 30. 18:00 |

| Vitesse Arnhem (1)                | 2 – 0               | AZ Alkmaar (1)        |
| --------------------------------- | ------------------- | --------------------- |
| Ricky van Wolfswinkel 81' 88' 77' | (0 - 0) Jegyzőkönyv | Derrick Luckassen 77' |

| De Kuip, Rotterdam Nézőszám: 46.105 Játékvezető: Danny Makkelie |

| Vitesse | AZ |

| Vitesse Arnhem: |    |                       |     |
|                 |    |                       |     |
| GK              | 1  | Eloy Room             |     |
| CB              | 5  | Kelvin Leerdam        | 84' |
| CB              | 6  | Arnold Kruiswijk      |     |
| CB              | 19 | Matt Miazga           |     |
| RM              | 37 | Guram Kashia          |     |
| CM              | 18 | Marvelous Nakamba     |     |
| CM              | 25 | Navarone Foor         | 90' |
| LM              | 34 | Lewis Baker           |     |
| RW              | 7  | Milot Rashica         |     |
| ST              | 11 | Nathan                | 73' |
| LW              | 13 | Ricky van Wolfswinkel |     |
| Cserék:         |    |                       |     |
| RW              | 10 | Adnane Tighadouini    | 73' |
| DF              | 17 | Kevin Diks            | 84' |
| DF              | 3  | Maikel van der Werff  | 90' |
| Edző:           |    |                       |     |
| Henk Fraser     |    |                       |     |

| AZ Alkmaar:       |    |                     |     |
|                   |    |                     |     |
| GK                | 24 | Tim Krul            |     |
| RB                | 3  | Rens van Eijden     | 83' |
| CB                | 4  | Ron Vlaar           |     |
| CB                | 5  | Ridgeciano Haps     |     |
| LB                | 17 | Jonas Svensson      |     |
| RM                | 23 | Derrick Luckassen   |     |
| DM                | 8  | Joris van Overeem   | 67' |
| AM                | 30 | Stijn Wuytens       |     |
| LM                | 7  | Alirezá Dzsahánbahs |     |
| ST                | 9  | Wout Weghorst       |     |
| ST                | 19 | Dabney dos Santos   | 79' |
| Cserék:           |    |                     |     |
| RW                | 20 | Mats Seuntjens      | 67' |
| RW                | 18 | Iliass Bel Hassani  | 79' |
| FW                | 27 | Fred Friday         | 83' |
| Edző:             |    |                     |     |
| John van den Brom |    |                     |     |

| HOLLAND-KUPA 2016/17           |
| ------------------------------ |
| Vitesse Arnhem 1. kupagyőzelem |

## Fordulónként részt vevő csapatok
Ezen táblázat azt mutatja, hogy az idei kupasorozat fordulóiban melyik bajnokságból mennyi csapat szerepelt.
| Bajnokság          | Első selejtező   | Második selejtező | Első forduló | Második forduló | Nyolcaddöntő | Negyeddöntő | Elődöntő   | Döntő      | Győztes   |
| ------------------ | ---------------- | ----------------- | ------------ | --------------- | ------------ | ----------- | ---------- | ---------- | --------- |
| Eredivisie (1)     | nem vettek részt | nem vettek részt  | 18 (28%)     | 15 (46,9%)      | 11 (67,75%)  | 06 (75%)    | 03 (75%)   | 02 (100%)  | 01 (100%) |
| Eerste divisie (2) | nem vettek részt | nem vettek részt  | 17 (26,5%)   | 07 (21,9%)      | 01 (6,25%)   | 02 (25%     | 01 (25%)   | 01 (25%)   |           |
| Tweede divisie (3) | nem vettek részt | 06 (14,2%)        | 12 (18,75%)  | 07 (21,9%)      | 01 (6,25%)   | 01 (6,25%)  | 01 (6,25%) | 01 (6,25%) |           |
| Derde divisie (4)  | 12 (33,33%)      | 26 (61,9%)        | 15 (23,4%)   | 02 (6,25%)      | 02 (13,5%)   | 02 (13,5%)  | 02 (13,5%) | 02 (13,5%) |           |
| Hoofdklasse (5)    | 13 (36%)         | 06 (14,2%)        | 02 (3%)      | 01 (3%)         | 01 (6,25%)   | 01 (6,25%)  | 01 (6,25%) | 01 (6,25%) |           |
| Eerste Klasse (6)  | 07 (19,4%)       | 03 (7%)           | 03 (7%)      | 03 (7%)         | 03 (7%)      | 03 (7%)     | 03 (7%)    | 03 (7%)    |           |
| Tweede Klasse (7)  | 03 (8,33%)       | 01 (2,4%)         | 01 (2,4%)    | 01 (2,4%)       | 01 (2,4%)    | 01 (2,4%)   | 01 (2,4%)  | 01 (2,4%)  |           |
| Derde Klasse (8)   | 01 (2,8%)        | 01 (2,8%)         | 01 (2,8%)    | 01 (2,8%)       | 01 (2,8%)    | 01 (2,8%)   | 01 (2,8%)  | 01 (2,8%)  |           |
| CSAPATOK SZÁMA     | 36               | 42                | 64           | 32              | 16           | 8           | 4          | 2          | 1         |

## Góllövőlista
Íme az idei kupasorozat végleges góllövőlistája. Az idei gólkirályi címet a győztes csapat 22 éves angol támadója, Lewis Baker szerezte meg. Mind a 6 fordulóban pályára lépett és összesen 5 gólt lőtt.
| POS.         | JÁTÉKOSOK             | CSAPAT           | GÓLOK |
| ------------ | --------------------- | ---------------- | ----- |
| 1.           | Lewis Baker           | Vitesse Arnhem   | 5     |
| 2.           | Zakaria El Azzouzi    | Sparta Rotterdam | 4     |
| 2.           | Giovialli Serbony     | VVSB             | 4     |
| 2.           | Martijn Barto         | SC Cambuur       | 4     |
| 2.           | Jaouad Chraou         | OJC Rosmalen     | 4     |
| 2.           | Adnane Tighadouini    | Vitesse Arnhem   | 4     |
| 3.           | Nicolai Brock-Madsen  | PEC Zwolle       | 3     |
| 3.           | Pelle Clement         | AFC Ajax         | 3     |
| 3.           | Peter de Lange        | ASWH             | 3     |
| 3.           | Sherwin Grot          | IJsselmeervogels | 3     |
| 3.           | Dennis Kaars          | ASV De Dijk      | 3     |
| 3.           | Marc Koot             | UDI'19           | 3     |
| 3.           | Dirk Kuyt             | Feyenoord        | 3     |
| 3.           | Robert Mühren         | AZ Alkmaar       | 3     |
| 3.           | Robbert Olijfveld     | ASWH             | 3     |
| 3.           | Maikey Parami         | VV Sint Bavo     | 3     |
| 3.           | Everton Pires Tavares | Kozakken Boys    | 3     |
| 3.           | Jack Tuyp             | FC Volendam      | 3     |
| 3.           | Mart van de Gevel     | VV Una           | 3     |
| 3.           | Ricky van Wolfswinkel | Vitesse Arnhem   | 3     |
| 3.           | Fanny Waandels        | Jodan Boys       | 3     |
| 3.           | Richairo Živković     | FC Utrecht       | 3     |
| 23.          | 51 játékos            | 51 játékos       | 2     |
| 74.          | 196 játékos           | 196 játékos      | 1     |
| Öngólszerzők | Öngólszerzők          | Öngólszerzők     | 5     |
| GÓLOK SZÁMA: | GÓLOK SZÁMA:          | GÓLOK SZÁMA:     | 376   |
| Mérkőzések:  | Mérkőzések:           | Mérkőzések:      | 102   |
| Gólátlag:    | Gólátlag:             | Gólátlag:        | 3,69  |

## Érdekességek
- Hollandiában a szeptember 21-én lejátszott AFC Ajax - Willem Tilburg (5ː0) kupamérkőzésen használták először a videobírót.[8] Más országokban már használták több alkalommal is de most történt először az is, hogy a videobíró segítségével állítottak ki egy játékost.[9]
- 20 év után ismét vereséget szenvedett az AFC Ajax egy alacsonyabb osztályban szereplő csapattól. Idén a holland kupa nyolcaddöntőjében - 2016. december 15-én - vereséget szenvedtek a másodosztályú SC Camburr csapatától. Utoljára pedig 1996. november 27-én győzte le őket nem elsőosztályú csapat, akkor szintén a holland kupában a Heracles Almelo.[10]